# Andrew Raynes
Andrew Raynes (ur. 7 kwietnia 1973) – angielski kulturysta, trójboista siłowy i strongman.
Wymiary:
- wzrost 165 cm
- waga 127 kg

Rekordy życiowe:
- przysiad 380 kg
- wyciskanie ? kg
- martwy ciąg 370 kg

## Osiągnięcia strongman
- 2000
  - 8. miejsce - Mistrzostwa Wielkiej Brytanii Strongman
- 2001
  - 3. miejsce - Mistrzostwa Anglii Strongman
  - 10. miejsce - Mistrzostwa Wielkiej Brytanii Strongman
  - 10. miejsce - Mistrzostwa Świata Strongman 2001
- 2004
  - 2. miejsce - Mistrzostwa Anglii Strongman